# Džulijan Džejns
Džulijan Džejns (27. februar 1920 – 21. novembar 1997) je bio američki psiholog i istraživač na Jejlu i Prinstonu tokom skoro 25 godina i najpoznatiji je po svojoj knjizi Poreklo svesti u nestanku bikameralnog uma iz 1976. godine. Svoju karijeru posvetio je rešavanju problema svesti, „...razlike između onoga kako nas drugi vide i našeg osećaja za naše unutrašnje ja i dubokih osećanja koja to podržavaju. ... Ljudi su bili svesni problema svesti maltene od kada se svest pojavila."‍‍:2 Džejnsovo rešenje ima dodira sa mnogim disciplinama, uključujući neuronauke, lingvistiku, psihologiju, arheologiju, istoriju, religiju i analizu antičkih tekstova.

## Život
Džejns se rodio i živeo u Vest Njutnu (West Newton) u Masačusetsu; roditelji su mu bili Džulijan Kliford Džejns (1854–1922), unitarijanski sveštenik, i Klara Bulard Džejns (1884–1980). Imao je stariju sestru Helen i mlađeg brata Roberta. Porodica je imala letnjikovac u Kepohu (Keppoch), na Ostrvu princa Edvarda, u Kanadi, koji je Džejns voleo i koji mu je obezbedio povezanost sa Kanadom tokom celog života.
U leto 1939. spremao se da ode na Univerzitet Harvard, ali je dobio stipendiju na Univerzitetu Mekgil, gde je diplomirao psihologiju 1941. godine, a zatim je započeo postdiplomske studije na Univerzitetu u Torontu sa ciljem da nauči nešto više o ljudskom mozgu. Njegove studije su prekinute tokom Drugog svetskog rata. Zbog svojih unitarijanskih principa pozvao se na prigovor savesti, ali je odbio da se povinuje američkom zakonu za pacifiste; proveo je tri godine u zatvoru u Luisburgu u Pensilvaniji, radeći u zatvorskoj bolnici. Po izlasku, 1946. godine, upisao se na Univerzitet Jejl, želeći da u ponašanju životinja pronađe znakove početaka svesti. Magistrirao je 1948. godine, a zatim odbio da prihvati doktorat, zbog spora u vezi sa „principom“ u pogledu obrazovnih kvalifikacija. Posle Jejla, Džejns je proveo nekoliko godina u Engleskoj gde je radio kao glumac i pisac scenarija.
Vratio se na Jejl 1954. godine, gde je radio kao instruktor i predavač do 1960. godine i dao značajan doprinos u oblastima eksperimentalne psihologije, učenja i etologije i objavio nekoliko radova zajedno sa Frenkom A. Bičom (Frank A. Beach). Džejns je počeo da se fokusira na komparativnu psihologiju i istoriju psihologije, a 1964. je postao naučni saradnik na Prinstonu. Tamo se sprijateljio sa Edvinom Boringom i, sa dosta vremena na raspolaganju za bavljenje problemom svesti, Prinston je postao njegov akademski dom i tu je ostao do 1995. godine.:28
Nakon objavljivanja knjige „Poreklo svesti u raspadu bikameralnog uma“, Džejns je bio veoma tražen kao predavač i često su ga pozivali da govori na konferencijama i kao gostujući predavač na drugim univerzitetima. Godine 1984, pozvan je da održi plenarno predavanje na Vitgenštajnovom simpozijumu u Kirhbergu u Austriji. Održao je šest velikih predavanja 1985. i devet predavanja 1986. godine. Dobio je počasnu doktorsku titulu na Roud Ajlend koledžu 1979. godine i još jednu 1985. na Elizabettaun koledžu.
Džejns je umro u bolnici Kraljice Elizabete u Šarlottaunu na Ostrvu Princa Edvarda, 21. novembra 1997. Godine 2006, njegovi biografi Vudvord i Tauer napisali su da je Džejns „osećao da nije zaista uspeo“ u svom životnom radu jer je, po njihovim rečima, „bio u pravu“ u vezi sa svojim osećajem da „ima ljudi koji se ne slažu sa njim, a koji nisu zaista pročitali njegovu knjigu niti je razumeli“.:47

## Istraživanja i motivacije
Džejns je posvetio godine psihološkim istraživanjima problema svesti‍:72 i tražio je korene svesti u procesima učenja i kognicije koji su zajednički za životinje i ljude, u skladu sa preovlađujućim evolucionim pretpostavkama koje su dominirale u mišljenju sredinom 20. veka. Stekao je reputaciju u oblasti izučavanja životinjskog učenja i prirodnog ponašanja životinja, a 1968. je držao predavanja o istoriji komparativne psihologije na Letnjem institutu Nacionalne naučne fondacije (National Science Foundation). Septembra 1969. imao je prvo javno obraćanje u vezi sa svojom "novom teorijom svesti" na godišnjem sastanku Američkog udruženja psihologa.‍:31–34

Njegov „radikalni pristup“ objasnio je fenomen introspekcije kao zavisan od kulture i jezika, naročito od metafora, više nego od fiziologije mozga. Ovo je bilo suprotno mejnstrim pretpostavkama istraživača 20. veka, posebno onim koje su opravdavale traženje porekla svesti u evoluciji. Bio je to izazov i bihejvioristima, koji su, „pod tutorstvom Džona Votsona, rešili problem svesti tako što su ga ignorisali“‍:315 Ono što su oni „ignorisali“ bili su problemi introspekcije i slabosti introspekcionističkih metoda psihologa 19. veka. Međutim, oni mislioci 20. veka koji su dovodili u pitanje postojanje introspekcije nikada nisu sumnjali u postojanje čulnog opažanja; oni su jasno razlikovali te dve stvari.:448 S druge strane, u kasnijim godinama Džejnsov pristup je postao „radikalan“ za isticanje razlike. Džejns se nije slagao sa onima koji su to ignorisali, na primer sa Stjuartom Saterlendom, koji je svest jednostavno definisao kao „svesnost“.  Džejns je priznao da je ceo njegov argument „kontradiktoran sa uobičajenim i [...] površnim pogledima na svest” i insistirao je na tome da je „najčešća greška” koju ljudi prave „brkanje svesti sa percepcijom”.:447
Ne može biti napretka u nauci o svesti dok se ne naprave jasne razlike između onoga što je introspektabilno i celog mnoštva drugih neuronskih sposobnosti koje nazivamo kognicijom. Svest nije isto što i kognicija i treba je jasno razlikovati od nje.:447 
U godinama koje su usledile, Džejns je više pričao o tome kako je nastala svest, a njegova pomalo šokantna, ali uzbudljiva teorija postajala je sve poznatija.‍:37 Godine 1972, na Univerzitetu Kornel, objavio je rad „Poreklo svesti“, u kome piše: „Jer ako je svest zasnovana na jeziku, onda sledi da su samo ljudi svesni i da su to postali u nekoj istorijskoj epohi pošto je jezik evoluirao."‍:38 Ovo je odvelo Džejnsa, kako je rekao, direktno do „... najranijih spisa čovečanstva kako bismo videli da li možemo pronaći bilo kakve nagoveštaje o tome kada se ova važna pojava svesti desila."‍:38 U antičkim tekstovima je potražio rane dokaze za postojanje svesti i pronašao ono za šta je verovao da je skorašnja pojava glasovnih halucinacija bez prisustva svesti. U poluistorijskom grčkom epu Ilijadi Džejns je pronašao „...najranije pisanje ljudi na jeziku koji zaista možemo da razumemo, [koje] kada se posmatra objektivno, otkriva sasvim drugačiji mentalitet od našeg." U intervjuu iz 1978. godine, Ričard Rouds (Richard Rhodes) kaže da je Džejns „počeo da proučava grčki kako bi pratio grčke reči za um unazad do njihovog nastanka. Kad je stigao do Ilijade, reči su postale konkretne, ali tamo uopšte nije bilo reči za um."‍:74

## Publikacije i teorije
Džejnsova jedina knjiga je Poreklo svesti u nestanku bikameralnog uma,  objavljena 1976. godine. Tema svesti – „ljudske sposobnosti za introspekciju“ – uvodi se pomoću pregleda prethodnih napora da se objasni njena problematična priroda: ovi napori predstavljaju, kako jedan od ranih Džejnsovih kritičara navodi, „spektakularnu istoriju neuspeha“. Napuštajući pretpostavku da je svest urođena, Džejns je umesto toga objašnjava kao naučeno ponašanje koje „proizlazi ... iz jezika i to naročito iz metafore." Sa ovim načinom shvatanja, Džejns zatim pokazuje da drevni tekstovi i arheologija mogu da otkriju istoriju ljudskog mentaliteta pored istorija drugih kulturnih proizvoda. Analiza podataka ga navodi ne samo na to da nastanak svesti stavi u 2. milenijum pre nove ere, već i da pretpostavi postojanje starijeg nesvesnog „mentaliteta koji naziva bikameralnim (dvodomnim) umom, misleći pritom na dve hemisfere mozga“.
Džejns je napisao opširan pogovor za izdanje svoje knjige iz 1990. godine, u kom se osvrnuo na kritike i razjasnio da njegova teorija ima četiri odvojene hipoteze: 1) svest je zasnovana na jeziku i pristupa joj se putem jezika; 2) ne-svesni dvodomni um se zasniva na verbalnim halucinacijama; 3) nestanak dvodomnog uma prethodi svesti, ali je datiranje promenljivo; 4) "dvostruki mozak" bikameralnosti je zasnovan na tome da su dve hemisfere moždane kore bile organizovane drugačije od današnje funkcionalne lateralizacije. Uticaj svesti je proširio još na maštu i pamćenje, ideju o sebi, emocije, anksioznost, krivicu i seksualnost.

## Bibliografija
- (Saradnik) W. S. Dillon, editor, Man and Beast: Comparative Social Behavior, Smithsonian Institution (Washington, DC), 1970.
- (Saradnik) C. C. Gillespie and others, editors, Dictionary of Scientific Biography, Scribner (New York, NY), 1970.
- Henle, Mary; Jaynes, Julian; Sullivan, John J. Historical conceptions of psychology. Oxford, England: Springer. 1973.
- Jaynes, Julian (1990) [1st pub. 1976; 1982]. The Origin of Consciousness in the Breakdown of the Bicameral Mind. Houghton Mifflin. ISBN 0-395-56352-6.
- (Urednik, sa dr) The Lateralization of the Nervous System, Academic Press, 1977.
- Der Ursprung des Bewusstseins durch den Zusammenbruch der Bikameralen Psyche (nemačko izdanje The Origin of Consciousness in the Breakdown of the Bicameral Mind)
- El Origen de la Conciencia en la Ruptura de la Mente Bicameral (špansko izdanje The Origin of Consciousness in the Breakdown of the Bicameral Mind)
- La Naissance de la Conscience dans L’Effondrement de L’Esprit Bicaméral (francusko izdanje The Origin of Consciousness in the Breakdown of the Bicameral Mind)
- Il Crollo della Mente Bicamerale e L’origine della Coscienza (italijansko izdanje The Origin of Consciousness in the Breakdown of the Bicameral Mind)
- Morriss, James E. (1978). „Reflections on Julian Jaynes's THE ORIGIN OF CONSCIOUSNESS IN THE BREAKDOWN OF THE BICAMERAL MIND: An Essay Review” (PDF). ETC: A Review of General Semantics. 35 (3): 314—327. Архивирано из оригинала (PDF) 14. 12. 2021. г. Приступљено 16. 12. 2021.
- Rhodes, Richard (January—February 1978). „Alone in the country of the mind: the origin of Julian Jaynes (Interview)”. Quest/78. Pasadena: Ambassador International Cultural Foundation. 2 (1): 71—78. Проверите вредност парамет(а)ра за датум: |date= (помоћ)
- Kuijsten, Marcel, ур. (2006). „Reflections on the Dawn of Consciousness: Julian Jaynes's Bicameral Mind Theory Revisited - Julian Jaynes Society - Download PDF, epub, mobi”. Reflections on the Dawn of Consciousness: Julian Jaynes's Bicameral Mind Theory Revisited. Chapter 1. Henderson, NV: Julian Jaynes Society. стр. 13—68. ISBN 978-0-9790744-0-0.

## Spoljašnje veze
- Julian Jaynes Society
- The Origin of consciousness..: Summary, selected quotes and review
- Neuroimaging, Auditory Hallucinations, and the Bicameral Mind by Leo Sher, MD
- Schizophrenic Process and The Emergence of Consciousness in Recent History: The Significance for Psychotherapy of Julian Jaynes by Heward Wilkinson
- What It Feels Like To Hear Voices: Fond Memories of Julian Jaynes. Архивирано на веб-сајту  (11. март 2012) Biennial Julian Jaynes Conference on Consciousness, 7–9 August 2008, University of Prince Edward Island by Stevan Harnad